# سانتافه (تگزاس)
سنتا فه، تگزاس(به انگلیسی: Santa Fe, Texas) شهری در ایالت تگزاس از ایالات جنوبی ایالات متحده آمریکا است. در سرشماری سال ۲۰۰۰، جمعیت این شهر ۹۵۴۸ نفر اعلام شد.

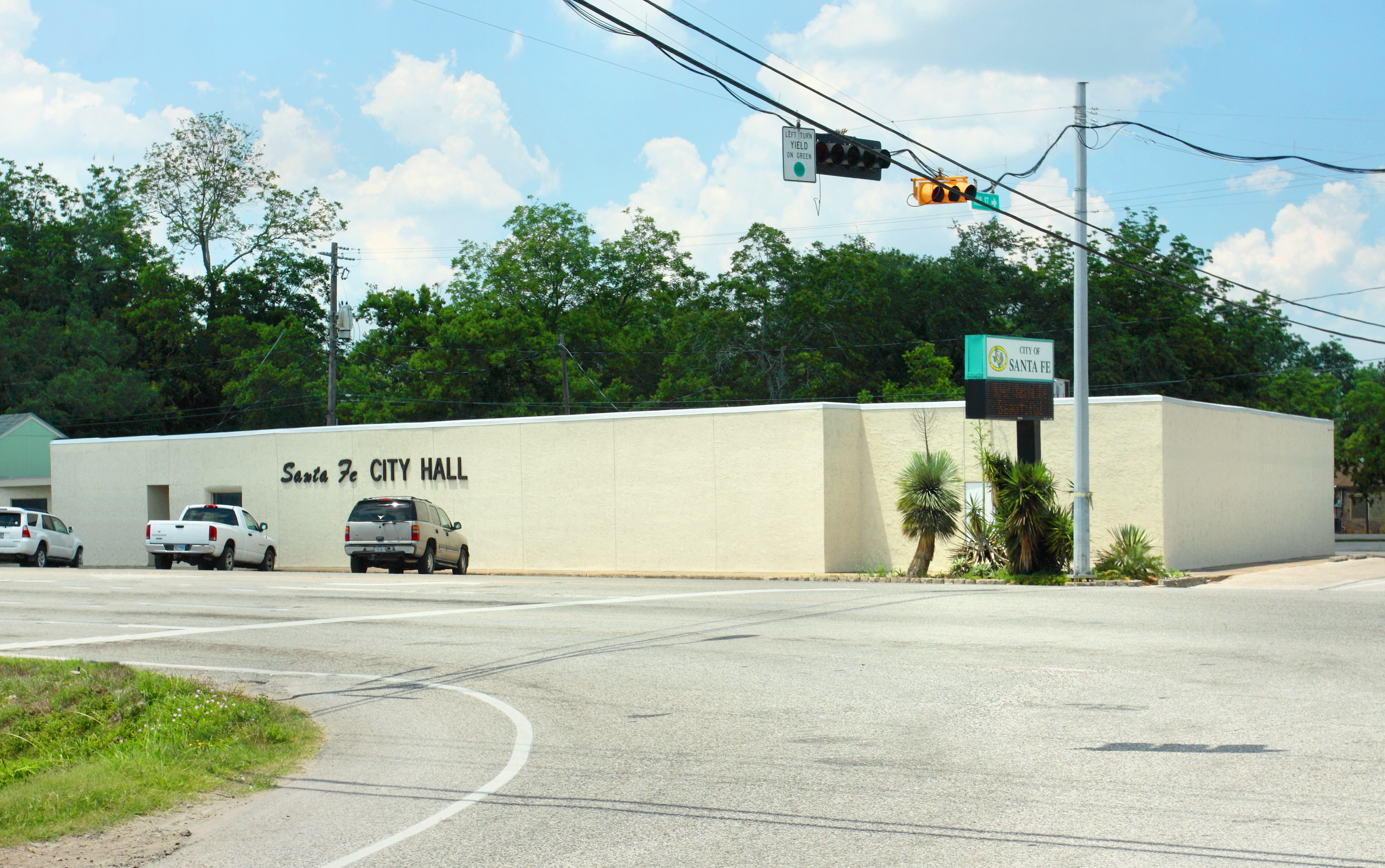
تالار شهر سنتافه
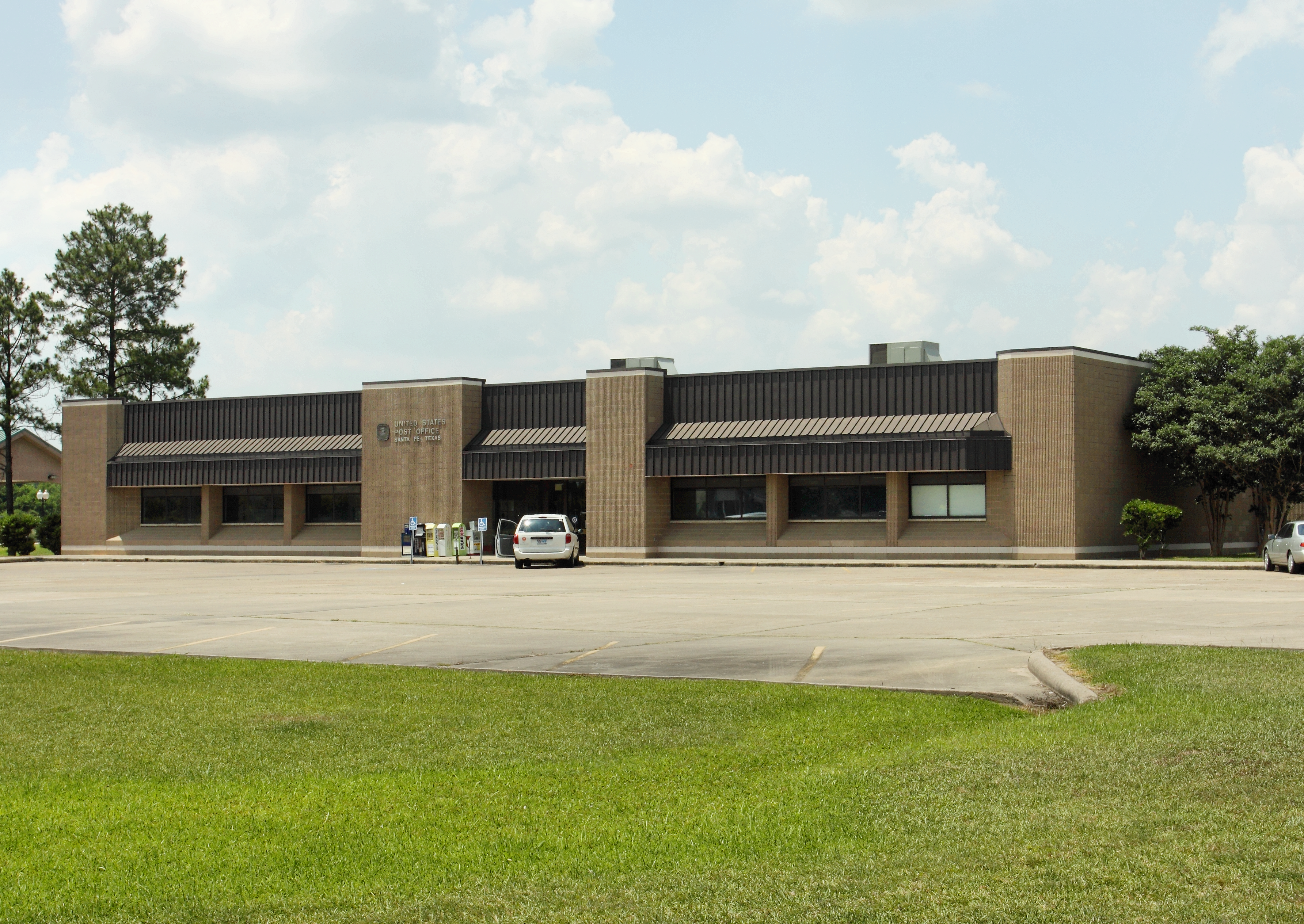
اداره پست سنتافه